# Alessandria Unione Sportiva 1963-1964
Questa pagina raccoglie le informazioni riguardanti l'Alessandria Unione Sportiva nelle competizioni ufficiali della stagione 1963-1964.

## Stagione
Nella stagione 1963-1964 l'Alessandria Unione Sportiva disputò il diciassettesimo campionato di Serie B della sua storia.

## Divise
| 1ª maglia | 2ª maglia |

## Organigramma societario
Area direttiva
- Presidente: Amedeo Ruggiero
- Vice-presidenti: Remo Sacco, Alfredo Quaglia, Gino Testa e Attilio Venturino
- Consiglieri: Cesare Bettazzi, Elio Bruni, Pierino Cambiassi, Giuseppe Fracchia, Carlo Grignolio, Francesco Lava, Piero Notte, Elio Paglieri e Giuseppe Pertusati.

Area organizzativa
- Segretari: Emanuele Gastini e Pierino Zorzoli

Area tecnica
- Direttore tecnico: Valentino Sala, poi dal 4 dicembre Pietro Scamuzzi
- Allenatore: Angelo Franzosi, poi dal 4 dicembre Luigi Vitto, infine dall'11 marzo Anselmo Giorcelli

Area sanitaria
- Medico sociale: Mazza
- Massaggiatore: Felice Canevari

## Rosa
| N. |                   | Ruolo | Calciatore            |
| -- | ----------------- | ----- | --------------------- |
|    | Italia (bandiera) | P     | Anselmo Giorcelli     |
|    | Italia (bandiera) | P     | Natale Nobili         |
|    | Italia (bandiera) | D     | Giovanni Giacomazzi   |
|    | Italia (bandiera) | D     | Magnifico Libero      |
|    | Italia (bandiera) | D     | Rocco Melideo         |
|    | Italia (bandiera) | D     | Adelio Verga          |
|    | Italia (bandiera) | D     | Rino Carlini          |
|    | Italia (bandiera) | C     | Angelo Cesana         |
|    | Italia (bandiera) | C     | Mario Fara            |
|    | Italia (bandiera) | C     | Giancarlo Migliavacca |

| N. |                   | Ruolo | Calciatore        |
| -- | ----------------- | ----- | ----------------- |
|    | Italia (bandiera) | C     | Tullio Oldani     |
|    | Italia (bandiera) | C     | Riccardo Sogliano |
|    | Italia (bandiera) | C     | Antonio Soncini   |
|    | Italia (bandiera) | C     | Sergio Tenente    |
|    | Italia (bandiera) | C     | Elio Vanara       |
|    | Italia (bandiera) | C     | Alessandro Vitali |
|    | Italia (bandiera) | A     | Lorenzo Bettini   |
|    | Italia (bandiera) | A     | Sergio Bettini    |
|    | Italia (bandiera) | A     | Giuseppe Sala     |
|    | Italia (bandiera) | A     | Giampiero Zucchi  |

## Risultati

### Serie B

#### Girone di andata
| Arbitro: | Pieroni (Roma) |

|            |           |              |
| Vitali 61’ | Marcatori | 69’ Zavaglio |

| Alessandria 22 settembre 1963 | Alessandria    | 0 – 0 | Potenza | Stadio Giuseppe Moccagatta\| Arbitro: \| Rancher (Roma) \| |
| Arbitro:                      | Rancher (Roma) |       |         |                                                            |

| Arbitro: | Bernardis (Trieste) |

|                           |           |            |
| Bagatti 72’ Innocenti 82’ | Marcatori | 34’ Oldani |

| Alessandria 6 ottobre 1963 | Alessandria        | 0 – 0 | Cagliari | Stadio Giuseppe Moccagatta\| Arbitro: \| Sebastio (Taranto) \| |
| Arbitro:                   | Sebastio (Taranto) |       |          |                                                                |

| Arbitro: | Orlando (Bergamo) |

|                             |           |  |
| Calloni 17’, 39’ Maioli 85’ | Marcatori |  |

| Arbitro: | Marengo (Chiavari) |

|                                |           |                      |
| L. Bettini 12’ Fara 66’ (rig.) | Marcatori | 88’ (rig.) Carminati |

| Arbitro: | Francescon (Padova) |

|                   |           |  |
| Santon 49’ (rig.) | Marcatori |  |

| Arbitro: | Roversi (Bologna) |

|             |           |                             |
| Soncini 68’ | Marcatori | 11’ Fraschini 20’ Gilardoni |

| Arbitro: | Acernese (Roma) |

|                                               |           |  |
| Soldo 52’ Gentili 63’ Volpato 83’ Ferrari 90’ | Marcatori |  |

| Alessandria 24 novembre 1963 | Alessandria        | 0 – 0 | Prato | Stadio Giuseppe Moccagatta\| Arbitro: \| Carminati (Milano) \| |
| Arbitro:                     | Carminati (Milano) |       |       |                                                                |

| Arbitro: | Varazzani (Parma) |

|             |           |  |
| Sestili 54’ | Marcatori |  |

| Arbitro: | Angonese (Mestre) |

|  |           |                       |
|  | Marcatori | 63’ Cesana 77’ Oldani |

| Alessandria 15 dicembre 1963 | Alessandria      | 0 – 0 | Pro Patria | Stadio Giuseppe Moccagatta\| Arbitro: \| Cirone (Palermo) \| |
| Arbitro:                     | Cirone (Palermo) |       |            |                                                              |

| Arbitro: | De Robbio (Torre Annunziata) |

|  |           |           |
|  | Marcatori | 1’ Cesana |

| Palermo 29 dicembre 1963 | Palermo        | 0 – 0 | Alessandria | Stadio La Favorita (12 000 spett.)\| Arbitro: \| Rancher (Roma) \| |
| Arbitro:                 | Rancher (Roma) |       |             |                                                                    |

| Arbitro: | Pieroni (Roma) |

|                                       |           |  |
| Falco 18’ Gambino 51’, 52’ Valadè 90’ | Marcatori |  |

| Arbitro: | Acernese (Roma) |

|                     |           |  |
| Vitali 19’ Fara 82’ | Marcatori |  |

| Arbitro: | Monti (Ancona) |

|            |           |                         |
| Vanara 65’ | Marcatori | 77’ Raffin 82’ De Paoli |

| Arbitro: | De Robbio (Torre Annunziata) |

|            |           |           |
| Cesana 32’ | Marcatori | 54’ Pinti |

#### Girone di ritorno
| Arbitro: | Carminati (Milano) |

|                                    |           |  |
| Zavaglio 34’ Ghersetich 57’ (rig.) | Marcatori |  |

| Arbitro: | Rancher (Roma) |

|                                |           |            |
| Carrera 40’ Vaini 50’ Lodi 77’ | Marcatori | 15’ Cesana |

| Arbitro: | Angonese (Mestre) |

|                |           |               |
| L. Bettini 57’ | Marcatori | 54’ Innocenti |

| Arbitro: | Cirone (Palermo) |

|                |           |            |
| Cappellaro 24’ | Marcatori | 33’ Oldani |

| Arbitro: | Roversi (Bologna) |

|                |           |                            |
| L. Bettini 80’ | Marcatori | 43’ Calloni 75’ Maschietto |

| Arbitro: | Acernese (Roma) |

|                                                             |           |  |
| Kölbl 24’ Mariani 28’, 50’ Tenente 63’ (aut.) Carminati 87’ | Marcatori |  |

| Arbitro: | Ferrari (Milano) |

|                                        |           |              |
| Vitali 18’ Sogliano 36’ L. Bettini 80’ | Marcatori | 67’ Cardillo |

| Arbitro: | Sbardella (Roma) |

|         |           |            |
| Cané 4’ | Marcatori | 75’ Vitali |

| Arbitro: | Di Tonno (Lecce) |

|  |           |                   |
|  | Marcatori | 3’ (aut.) Soncini |

| Arbitro: | Carminati (Milano) |

|                          |           |  |
| Taccola 55’ Ruggiero 60’ | Marcatori |  |

| Arbitro: | Orlando (Bergamo) |

|                |           |  |
| L. Bettini 17’ | Marcatori |  |

| Arbitro: | D'Agostini (Roma) |

|         |           |              |
| Fara 7’ | Marcatori | 41’ Lojodice |

| Arbitro: | Angonese (Mestre) |

|  |           |             |
|  | Marcatori | 55’ Soncini |

| Alessandria 17 maggio 1964 | Alessandria        | 0 – 0 | Cosenza | Stadio Giuseppe Moccagatta\| Arbitro: \| Campanati (Milano) \| |
| Arbitro:                   | Campanati (Milano) |       |         |                                                                |

| Alessandria 24 maggio 1964 | Alessandria      | 0 – 0 | Palermo | Stadio Giuseppe Moccagatta\| Arbitro: \| Ferrari (Milano) \| |
| Arbitro:                   | Ferrari (Milano) |       |         |                                                              |

| Arbitro: | Pieroni (Roma) |

|                                                |           |  |
| Pagani 20’ Raffin 55’ De Paoli 64’, 78’ (rig.) | Marcatori |  |

| Arbitro: | Angonese (Mestre) |

|                                       |           |                         |
| Tenente 5’ (rig.) L. Bettini 40’, 51’ | Marcatori | 1’ Oltramari 82’ Valadè |

| Arbitro: | Marchese (Napoli) |

|  |           |                    |
|  | Marcatori | 75’ (rig.) Tenente |

| Parma 21 giugno 1964 | Parma                        | 0 – 0 | Alessandria | Stadio Ennio Tardini\| Arbitro: \| De Robbio (Torre Annunziata) \| |
| Arbitro:             | De Robbio (Torre Annunziata) |       |             |                                                                    |

### Coppa Italia

#### Primo turno
| Arbitro: | Carminati (Milano) |

|                       |           |             |
| S. Bettini 55’ (rig.) | Marcatori | 26’ Vinicio |

#### Secondo turno
| Arbitro: | Angelini (Firenze) |

|            |                      |           |
| S. Bettini | Tiri di rigore 3 – 4 | Locatelli |

## Statistiche

### Statistiche di squadra
| Competizione | Punti | In casa | In casa | In casa | In casa | In casa | In casa | In trasferta | In trasferta | In trasferta | In trasferta | In trasferta | In trasferta | Totale | Totale | Totale | Totale | Totale | Totale | DR  |
| Competizione | Punti | G       | V       | N       | P       | Gf      | Gs      | G            | V            | N            | P            | Gf           | Gs           | G      | V      | N      | P      | Gf     | Gs     | DR  |
| ------------ | ----- | ------- | ------- | ------- | ------- | ------- | ------- | ------------ | ------------ | ------------ | ------------ | ------------ | ------------ | ------ | ------ | ------ | ------ | ------ | ------ | --- |
| Serie B      | 32    | 19      | 5       | 10      | 4       | 18      | 15      | 19           | 4            | 4            | 11           | 9            | 33           | 38     | 9      | 14     | 15     | 27     | 48     | -21 |
| Coppa Italia |       | 2       | 0       | 2       | 0       | 1       | 1       | -            | -            | -            | -            | -            | -            | 2      | 0      | 2      | 0      | 1      | 1      | 0   |
| Totale       | -     | 21      | 5       | 12      | 4       | 19      | 16      | 19           | 4            | 4            | 11           | 9            | 33           | 40     | 9      | 16     | 15     | 28     | 49     | -21 |

### Statistiche dei giocatori
| Giocatore      | Serie B  | Serie B | Coppa Italia | Coppa Italia | Totale   | Totale |
| Giocatore      | Presenze | Reti    | Presenze     | Reti         | Presenze | Reti   |
| -------------- | -------- | ------- | ------------ | ------------ | -------- | ------ |
| L. Bettini     | 25       | 7       | 1            | 0            | 26       | 7      |
| S. Bettini     | 36       | 0       | 2            | 1            | 38       | 1      |
| R. Carlini     | 21       | 0       | 1            | 0            | 22       | 0      |
| A. Cesana      | 23       | 4       | -            | -            | 23       | 4      |
| M. Fara        | 27       | 3       | 1            | 0            | 28       | 3      |
| G. Giacomazzi  | 6        | 0       | 1            | 0            | 7        | 0      |
| Magnifico      | 2        | 0       | -            | -            | 2        | 0      |
| R. Melideo     | 29       | 0       | 2            | 0            | 31       | 0      |
| G. Migliavacca | 25       | 0       | 2            | 0            | 27       | 0      |
| N. Nobili      | 38       | -48     | 2            | -1           | 40       | -49    |
| T. Oldani      | 21       | 3       | 1            | 0            | 22       | 3      |
| G. Sala        | 1        | 0       | -            | -            | 1        | 0      |
| R. Sogliano    | 15       | 1       | 1            | 0            | 16       | 1      |
| A. Soncini     | 31       | 2       | 2            | 0            | 33       | 2      |
| S. Tenente     | 31       | 2       | 1            | 0            | 32       | 2      |
| E. Vanara      | 34       | 1       | 2            | 0            | 36       | 1      |
| A. Verga       | 31       | 0       | 2            | 0            | 33       | 0      |
| A. Vitali      | 21       | 4       | 2            | 0            | 23       | 4      |
| G. Zucchi      | 1        | 0       | -            | -            | 1        | 0      |